# Ágios Geórgios Thorikoú
Ágios Geórgios Thorikoú (grec moderne : Άγιος Γεώργιος Θορικού) est une localité située dans le dème de Lavreotikí, dans le district régional d'Attique de l'Est, dans la périphérie d'Attique, en Grèce.
Selon le recensement de 2021, elle compte 100 habitants.